# Bathyraja panthera
Bathyraja panthera — бореальный вид хрящевых рыб рода глубоководных скатов семейства Arhynchobatidae отряда скатообразных. Обитают в северо-западной части Тихого океана между 170° в. ш. и 179 з. ш. Встречаются на глубине до 396 м. Их крупные, уплощённые грудные плавники образуют округлый диск со треугольным рылом. Максимальная зарегистрированная длина 139 см. Не являются объектом целевого промысла.

## Таксономия
Впервые новый вид был научно описан в 2011 году. Голотип представляет собой самца длиной 100,3 см, пойманного у западного побережья Алеутских островов на глубине 99 м. Паратипы: самки длиной 21,7—82 см и самцы длиной 9,9—111 см, пойманные там же на глубине 84—247 м.

## Ареал
Эти скаты являются эндемиками вод, омывающих Алеутские острова. Встречаются на глубине от 48 до 396 м.

## Описание
Широкие и плоские грудные плавники этих скатов образуют ромбический диск с широким треугольным рылом и закруглёнными краями. Позади глаз имеются брызгальца. На вентральной стороне диска расположены 5 жаберных щелей, ноздри и рот. На хвосте пролегают латеральные складки. У этих скатов 2 редуцированных спинных плавника и редуцированный хвостовой плавник. Ширина диска в 1,3 раза превышает длину. Рыло мягкое и короткое. Ширина рта составляет около 15,6 % длины тела. Дорсальная поверхность диска зеленоватого цвета, покрыта извилинами и круглыми чёрными и жёлтыми пятнами, а взрослых бледно-коричневая. Срединный туловищный ряд образован 31—42, а хвостовой 19—28 колючками, разрыв между ними отсутствует. Имеются 2 лопаточных шипа. Расстояние между спинными плавниками составляет 1,4—3,1 % длины тела. Хвост длиннее диска. Максимальная зарегистрированная длина 139 см.       

## Взаимодействие с человеком
Эти скаты не являются объектом целевого лова, могут попадаться в качестве прилова. Международный союз охраны природы  оценил охранный статус вида как «Вызывающий наименьшие опасения».